# 銀鏡軌道
銀鏡軌道（しろみきどう）は、かつて宮崎県に存在した貨物専業の馬車鉄道・人車軌道。日向軌道終端の二軒橋に近い八重を起点とし、銀鏡との間を結んでいた。
経営は当初組合形式であったが、後に合名会社形式へ変更された。日本で最後まで現存した民営の馬車鉄道路線でもあった。

## 路線データ
- 路線距離：八重 - 銀鏡間11.1km[2]
- 軌間：610mm

## 沿革
- 1925年（大正14年） 二軒橋 - 槙ノ鼻間が実質的に開業[3]。
- 1926年（大正15年）5月14日 銀鏡軌道組合に対し軌道特許状下付（児湯郡東米良村大字八重-同郡同村大字銀鏡間 動力馬力）[4]。
- 1926年（大正15年）夏 槙ノ鼻 - 銀鏡間を木村林業[5]から買収し事実上の全通[3]。
- 1932年（昭和7年）1月20日 銀鏡軌道組合として軌道法に基づく正式開業（動力馬力及人力）[6]。
- 1936年（昭和11年）4月20日 合名会社銀鏡軌道に改組[7]。
- 1949年（昭和24年）1月 会社解散に伴い運行休止。実態的には廃止。
- 1949年（昭和24年）5月13日 正式廃止。

東米良村では明治43年に谷口善吉が上揚-征矢抜間（5キロ）、大正8年に木村工業（のちに木村林業に改称）が上揚-銀鏡間に森林軌道敷設の記録がある。社長の木村桂七郎は銀鏡軌道組合の組合員であった。

## 輸送・収支実績 ・車両数
| 年度 | 貨物量（トン） | 営業収入（円） | 営業費（円） | 益金（円） | その他損金（円）     | 無蓋貨車 |
| ---- | -------------- | -------------- | ------------ | ---------- | -------------------- | -------- |
| 1932 | 1,223          | 4,512          | 2,922        | 1,590      | 償却金1,412          | 5        |
| 1933 | 3,199          | 12,366         | 7,237        | 5,129      | 雑損償却金5,009      | 5        |
| 1934 | 3,401          | 14,943         | 9,158        | 5,785      | 雑損償却金5,510      | 7        |
| 1935 | 3,571          | 16,256         | 10,993       | 5,263      | 雑損償却金4,847      | 7        |
| 1936 | 2,750          | 12,134         | 9,237        | 2,897      | 雑損17償却金2,880    | 4        |
| 1937 | 2,799          | 12,384         | 8,427        | 3,957      | 雑損1償却金5,255     | 4        |
| 1939 | 2,988          | 13,417         | 9,547        | 3,870      | 雑損482償却金5,027   |          |
| 1941 | 3,551          | 17,819         | 17,301       | 518        | 雑損2,523退職金1,438 |          |
| 1948 | 1,081          |                |              |            |                      |          |
| 1949 | 1,180          |                |              |            |                      |          |

- 鉄道統計資料、鉄道統計、鉄道統計年報、地方鉄道軌道統計年報各年度版